# کارتر برول
کارتر بروِل (انگلیسی: Carter Burwell؛ زادهٔ ۱۸ نوامبر ۱۹۵۵) آهنگساز فیلم اهل ایالات متحده آمریکا است. او بیشتر با برادران کوئن، تاد هینز و مارتین مک‌دونا همکاری داشته است.

## فیلم‌شناسی
- گرفتن قاتل (۲۰۲۳)
- تراژدی مکبث
- آقای هولمز (۲۰۱۵)
- آلامو (فیلم ۲۰۰۴)
- افسانه (فیلم ۲۰۱۵)
- اقتباس (فیلم ۲۰۰۲)
- بارتون فینک
- بافی قاتل خون‌آشام‌ها (فیلم)
- بچه‌ها حالشان خوب است
- بخوان و بسوزان
- بد کمپانی (فیلم ۱۹۹۵)
- بزرگ کردن آریزونا
- پیش از آغاز شب
- تئوری توطئه (فیلم)
- ترس (فیلم ۱۹۹۶)
- تقاطع میلر
- جان مالکوویچ بودن
- جایی برای پیرمردها نیست (فیلم)
- جایی که موجودات وحشی هستند (فیلم)
- خدایان و هیولاها
- خز (فیلم)
- داستان یک شوالیه
- دختر ژنرال (فیلم)
- در بروژ
- درود بر سزار!
- دهشت‌زده
- زندگی این پسر
- سنگدلی تحمل‌ناپذیر
- سه پادشاه (فیلم ۱۹۹۹)
- سیمون (فیلم ۲۰۰۲)
- شجاعت واقعی (فیلم ۲۰۱۰)
- شغال (فیلم ۱۹۹۷)
- فارگو (فیلم)
- قاتلین پیرزن (فیلم ۲۰۰۴)
- قبل از آنکه شیطان بفهمد مرده‌ای
- کارول (فیلم)
- کینزی (فیلم)
- گرگ و میش (فیلم ۲۰۰۸)
- گرگ و میش: سپیده‌دم - قسمت اول
- گرگ و میش: سپیده‌دم - قسمت دوم
- لبوفسکی بزرگ
- مردی که آنجا نبود
- ملخ‌ها (فیلم)
- ممکن است برای تو هم اتفاق بیفتد (فیلم)
- نقطه کور (فیلم ۲۰۰۹)
- هفت روانی
- هملت (فیلم ۲۰۰۰)
- یک مرد جدی
- ماجرای گوفی